# Parni tlak
Parni tlak ali ravnotežni parni tlak snovi je tlak pare snovi, ki je v ravnotežju z njeno kondenzirano fazo.
Vse tekoče in trdne snovi težijo k temu, da bi izparele v plinasto fazo, vse plinaste snovi pa težijo k temu, da bi kondenzirale nazaj v svojo prvotno tekočo ali trdno fazo. Vsaka snov ima zato pri dani temperaturi nek tlak, pri katerem je v dinamičnem ravnotežju s svojo tekočo ali trdno fazo. Ravnotežni parni tlak je pokazatelj hitrosti izparevanja snovi in je povezan s tendenco atomov in molekul, da zapustijo tekočo ali trdno fazo. Za snovi, ki imajo pri normalnih temperaturah visok parni tlak, pravimo, da so hlapne.
Parni tlak vseh snovi s temperaturo nelinerano narašča skladno s Clausius-Clapeyronovo enačbo. Temperatura, pri kateri je parni tlak nad tekočino enak tlaku okolice, je temperatura vrelišča oziroma vrelišče.

## Zveza med parnim tlakom in vreliščem
Za zvezo med parnim tlakom snovi in njenim vreliščem velja naslednje grobo pravilo: tekočina, ki ima pri dani temperaturi najvišji parni tlak, ima najnižje vrelišče in obratno.
Iz grafa odvisnosti parnih tlakov od temperature je razvidno, da ima najvišji parni tlak propan. Njegovo vrelišče je -42,1 °C in je izven obsega grafa. Posamezna snov doseže pri normalnem tlaku temperaturo vrelišča takrat, ko njen parni tlak doseže vrednost 1,0 atm. Temperature vrelišč posameznih snovi so torej presečišča krivulj njihovih parnih tlakov z izobaro 1,0 atm: dietil eter (rdeča krivulja) ima pri normalnih pogojih vrelišče 34,6 °C.

## Enote
Mednarodni sistem enot (SI) predpisuje za pritisk enoto paskal (Pa), ki je enaka N·m−2 oziroma kg·m−1·s−2. Poleg paskala se uporabljajo tudi druge enote: bar (105 Pa), tehnična atmosfera (at, 98066,5 Pa), atmosfera (atm, 101325 Pa), torr (133,322 Pa) in psi (6894,76 Pa).

## Parni tlak trdnih snovi
Ravnotežni parni tlak je definiran kot tlak, ki ga doseže kondenzirana faza, ko je v ravnotežju s svojo plinsko fazo. Za trdno snov je ravnotežni parni tlak je definiran kot tlak, pri katerem sta hitrost sublimacije trdne snovi in hitrost kondenzacije plinske faze enaki. Trdne snovi imajo praviloma zelo nizke parne tlake, obstoja pa mnogo izjem, na primer naftalen, led in suhi led (trdni ogljikov dioksid). Suhi led ima pri 20 °C parni tlak 5,73 MPa (56,5 atm), se pravi, da bi v večini zaprtih netlačnih posod eksplodiral.
Merjenje parnih tlakov je zaradi njihovih ekstremno nizkih vrednosti težavno. Ena od tehnik merjenja je termogravimetrija. 
Sublimacijski tlak se lahko izračuna iz ekstrapoliranega parnega tlaka podhlajene tekočine in njene talilne entalpije. Če se predpostavi, da je  talilna entalpija neodvisna od temperature in zanemari dodatne prehodne entalpije med različnimi trdnimi fazami, je
{\displaystyle ln\,P_{trd}^{S}=ln\,P_{tek}^{S}-{\frac {\Delta H_{t}}{R}}\left({\frac {1}{T}}-{\frac {1}{T_{t}}}\right)}
pri čemer je
PStrd = sublimacijski tlak trdne faze pri temperaturi T<Tt
PStek = ekstrapolirani parni tlak tekoče faze pri temperaturi T<Tt
ΔHt = talilna entalpija
R = splošna plinska konstanta
T = sublimacijska temperatura
Tt = temperazura tališča
Enačba je dokaj točna pri temperaturah v bližini tališča. Iz enačbe je razvidno, da je sublimacijski tlak nižji od ekstrapoliranega parnega tlaka nad tekočo fazo (ΔHt je pozitivna) in da razlika z oddaljevanjem od temperature tališča raste.

## Parni tlak vode
Voda se obnaša tako kot druge tekočine in zavre, ko njen parni tlak doseže tlak okolice. Na višjih nadmorskih višinah je zračni tlak nižji, zato zavre pri nižji temperaturi. Parni tlak in vrelišče vode pri tlakih blizu zračnega tlaka se lahko dosti natančno izračuna z Antoinovo enačbo:
{\displaystyle \log _{10}P=8,07131-{\frac {1730,63}{233,426+T_{v}}}}
{\displaystyle T_{v}={\frac {1730,63}{8,07131-\log _{10}P}}-233,426}
Tv = temperatura vrelišča v °C
P = tlak v torrih

## Parni tlak zmesi
Parni tlak raztopin plinov obravnava Henryjev zakon, ki pravi, da je aktivnost (tlak ali fugasnost) enofazne zmesi enaka vsoti delnih tlakov vseh komponent:
{\displaystyle p=\sum _{i}p_{i}\,\chi _{i}}
pi = parni tlak čiste komponente i
χi = molski delež komponente i
Parne tlake idealnih raztopin obravnava Raoultov zakon, ki  je uporaben samo za neelektrolite, natančneje za nepolarne snovi s šibkimi medmolekularnimi privlačnimi silami.
Nekatere raztopine imajo višji tlak od izračunanega, se pravi, da imajo pozitiven odklon parnega tlaka. To pomeni, da so medmolekularne privlačne sile v zmesi manjše kot v čistih komponentah. Takšen primer je azeotropna zmes približno 95% etanola in vode. Ker ima azeotropska zmes višji parni tlak od idealne raztopine, vre pri nižji temperaturi kot posamezni čisti komponenti.
V nekaterih raztopinah so medmolekularne privlačne sile večje od sil v posameznih komponentah. Njhov parni tlak je zato nižji od izračunanega, njihovo vrelišče pa višje od vrelišč posameznih čistih komponent. Takšna je, na primer, zmes kloroforma (triklorometan) in propan-2-ona (aceton).